# 從三品
從三品是中国、朝鮮、越南、琉球古代官位的一个级别，属于次于正三品、高于正四品的官员。

## 中國

### 北朝
- 散骑常侍、散县伯

### 隋
- 散骑常侍，御史大夫，中州刺史，上郡太守，十二卫将军

### 唐朝

#### 文武官
- 御史大夫、秘书监、光禄/卫尉/宗正/太仆/大理/鸿胪/司农/太府卿、左右散骑常侍、国子祭酒、殿中监、少府监、将作大匠、诸卫羽林千牛将军、下都督、上州刺史、大都督府长史、大都护府副都护

#### 封爵
- 开国县侯

#### 散官
- 银青光禄大夫、云麾将军、归德大将军

#### 勋
- 护军

### 宋
- 龙图、天章、宝文、显谟、徽猷、敷文阁直学士，御史中丞，开封尹，尚书列曹侍郎，诸卫上将军，太子宾客、詹事
- 护军
- 银青光禄大夫、云麾将军、归德将军

### 金
- 御史中丞，开国县侯

### 元
- 宣慰司同知，路总管，副都指挥使，大都督府同知，郡侯

### 明朝

#### 文武官
- 光禄寺卿、太仆寺卿、苑马寺卿、行太仆寺卿
- 中书省：参军、断事官
- 承宣布政使司：左右参政
- 都转运盐使司：都转运使
- 武官：京卫指挥使司指挥同知、留守司指挥同知、卫指挥使司指挥同知、土官宣慰使

#### 散官
- 加授阶：大中大夫、安远将军
- 升授阶：中大夫、定远将军
- 初授阶：亚中大夫、怀远将军
- 勋阶：资治少尹、轻车都尉

### 清朝

#### 文武官
- 光禄寺卿、太仆寺卿、盐运使
- 圆明园包衣营总、包衣护军营参领、吉林参领、黑龙江参领、察哈尔参领、驻防协领、宣慰使司宣慰使、指挥使同知、一等护卫、游击

#### 散官
- 中议大夫、武翼都尉

## 朝鮮

### 朝鮮王朝

#### 文武官
- 正领、副领、参领、正尉
- 司宪府执义、司谏院司谏
- 都护府使、兵马佥节制使、水军佥节制使、兵马虞侯

## 琉球

### 琉球國（第二尚氏）

#### 文武官
进显大夫、加衔谒者，申口座